# 马克·加蒂斯
马克·加蒂斯（英語：Mark Gatiss，發音： /ˈɡeɪ.tɪs/ GAY-tis;1966年10月17日—）是一位英格兰演員、編劇和小说作家。他是喜剧《绅士联盟》中的一员，同时写和演了电视剧《神秘博士》和《神探夏洛克》，参与2020年电影《困在时间里的父亲》。

## 早年
加蒂斯出生于英格兰塞奇菲尔德，在爱德华的精神病医院对面长大，他的父母在这家医院里工作。他小时候酷爱在电视上观看《神秘博士》和Hammer恐怖电影，阅读夏洛克·福尔摩斯和赫伯特·乔治·威尔斯和收集化石。这些爱好刺激了他成年后的创造性工作。
他在纽顿·艾克利夫上了Heighington CE小学和Woodham综合学校；比加蒂斯小两年的保罗·马规茨也在后者上学，也写了《神秘博士》。

## 早期写作
由于他童年对《神秘博士》的喜爱，加蒂斯的早期作品都与该节目相关。他最早出版的幻想小说是一系列通过Virgin Publishing的《神秘博士》 新冒险系列故事，第一部是1992年的Nightshade。这些作品中，加蒂斯试图修正导致此节目在1989年取消的问题。
他写的第一部剧本是一个BBV录像带节目，称为P.R.O.B.E.：四部低成本，短片 《神秘博士》衍生电影。尽管这些电影中有前任博士乔恩·珀特维、科林·貝克和彼得·戴維森，但没有释出DVD版本。在2004年的一次采访中，他说不会授权重新释出，把它们看作一次练习。
他最早有对许可的《神秘博士》作出的贡献包括四部小说，四部广播剧（两部是为BBV，另两部是为Big Finish Productions）。

## 表演

### 《绅士联盟》
加蒂斯可能最知名于短片喜剧系列《绅士联盟》团队（与演员Reece Shearsmith、Steve Pemberton和联合编剧Jeremy Dyson一起)。他在上完大学之后花了一年环游欧洲之后，在不到20岁时上了一所戏剧学校，认识了他的联合编剧和演员。
《绅士联盟》舞台剧开始表演于1995年，1997年在Edinburgh Festival Fringe赢得了Perrier Award。同年，此节目在BBC Radio 4播出，名为On the Town with the League of Gentlemen，1999年开始在英國廣播公司第二台电视上播出。这个电视节目让加蒂斯和他的同事赢得了英國學術電視獎、Royal Television Society奖和有名的Golden Rose of Montreux。
2005年，影片The League of Gentlemen's Apocalypse发布，但评价下降。这个喜剧团队没有解散，他们可能在未来重新共同工作。

### 其他电视工作
加蒂斯的电视工作包括为2001年复活Randall & Hopkirk编剧和2003年为流行小品《小不列颠》编写脚本，并且在两个节目中都客串演出。2001年，他在Spaced中出演一个邪恶的公务员，这个角色模仿《駭客任務》系列电影的Agent Smith。同年，他在纪录片"SF:UK" （页面存档备份，存于）的一些集里。其他演出包括，喜剧戏剧In the Red（英國廣播公司第二台，1998）、惊悚喜剧Nighty Night（英國廣播公司第三台，2003）、Agatha Christie's Marple的The Murder at the Vicarage中演出Ronald Hawes、2004年在Vic & Bob系列Catterick中客串出演和在The Quatermass Experiment经典科幻系列的2005年重拍。
加蒂斯也两次在《神秘博士》中客串。2007年，他在「The Lazarus Experiment」中演出了Professor Lazarus。2011年在第6季「The Wedding of River Song」中演出了一个叫Gantok的角色。
2007年，他在演出了《神秘博士》编剧史蒂芬·莫法特写的英國廣播公司第一台节目變身怪醫中的羅伯特·路易斯·史蒂文森。2008年在Clone中演了Colonel Black。他也在Pemberton和Shearsmith的喜剧系列《疯城记》中客串出演。

## 书目

### 书籍

#### 《神秘博士》小说
- Nightshade (ISBN 0-426-20376-3)
- St Anthony's Fire (ISBN 0-426-20423-9)
- The Roundheads (ISBN 0-563-40576-7)
- Last of the Gaderene (ISBN 0-563-55587-4)

#### 《神秘博士》选集编写
- Doctor Who: The Shooting Scripts (teleplay "The Unquiet Dead") (ISBN 0-5634-8641-4)
- The Doctor Who Storybook 2007 (short story "Cuckoo-Spit") (ISBN 1-84653-001-6)
- The Doctor Who Storybook 2009 (short story "Cold") (ISBN 1-846-53067-9)
- The Doctor Who Storybook 2010 (short story "Scared Stiff") (ISBN 1-84653-095-4)
- The Brilliant Book Of Doctor Who 2011 (short fiction "The Lost Diaries of Winston Spencer Churchill") (ISBN 1-8460-7991-7)
- The Brilliant Book Of Doctor Who 2012 (short fiction "George's Diary") (ISBN 1-8499-0230-4)

#### 《绅士联盟》(与杰里米·戴森、史蒂夫·佩贝尔顿和里斯·希尔史密斯)
- A Local Book for Local People (ISBN 1-84115-346-X)
- The League of Gentlemen: Scripts and That (ISBN 0-563-48775-5)
- The League of Gentlemen's Book of Precious Things (ISBN 1-853-75621-0)

#### Lucifer Box novels
- The Vesuvius Club (ISBN 0-7432-5706-5)
- The Devil in Amber (ISBN 0-7432-5709-X)
- Black Butterfly (ISBN 0-7432-57114)

#### 其他 非虚构
- James Whale: A Biography (ISBN 0-3043-2863-5)
- They Came From Outer Space!: Alien Encounters In The Movies (with David Miller) (ISBN 978-1901018004)

#### 其他 虚构
- The King's Men (as 'Christian Fall') (ISBN 0-3523-3207-7).
- The EsseX Files: To Basildon and Beyond (with Jeremy Dyson) (ISBN 1-8570-2747-7).

### 廣播劇

#### 《神秘博士》（和相关）
- Time Travellers: Republica
- Time Travellers: Island of Lost Souls
- Phantasmagoria
- Invaders from Mars

## 个人生活
加蒂斯是公开的同性恋者，当选《獨立報周日》评选的英国2010年和2011年最有影响力的同性恋者的粉红色名单。他与演员Ian Hallard有英國民事伴侶關係，兩人均在BBC電視劇《新世紀福爾摩斯》第二季中有演出（Ian Hallard在劇中第二季第三集飾演莫里亞蒂教授的辯護律師），拥有一只拉布拉多尋回犬「Bunsen」。为实现他的另一个童年梦想，他曾在伦敦的家修建一个维多利亚时代实验室。